# Ходцы
Хо́дцы (бел. Ходцы) — агрогородок (до 2006 года — деревня) в Сенненском районе Витебской области Белоруссии. Административный центр Ходцевского сельсовета.

## Географическое положение
Расположена на автодороге Р25 (Витебск—Сенно) около озёр Ходцы и Липно в 36 км от Витебска и 21 км от Сенно.

## История
В 1900—1913 годах в Ходцах действовала суконная мануфактура, на которой в 1913 году работало 115 рабочих и имелась паровая машина.
В 2003 году в деревне 168 дворов и 397 жителей.

## Инфраструктура
В Ходцах действуют КСУП «Ходцы», Аптека № 124, средняя общеобразовательная школа-сад, библиотека, сельский Дом культуры, почтовое отделение, Ходцевская врачебная амбулатория, магазин Сенненского райпотребсоюза.

## Достопримечательность и памятные места

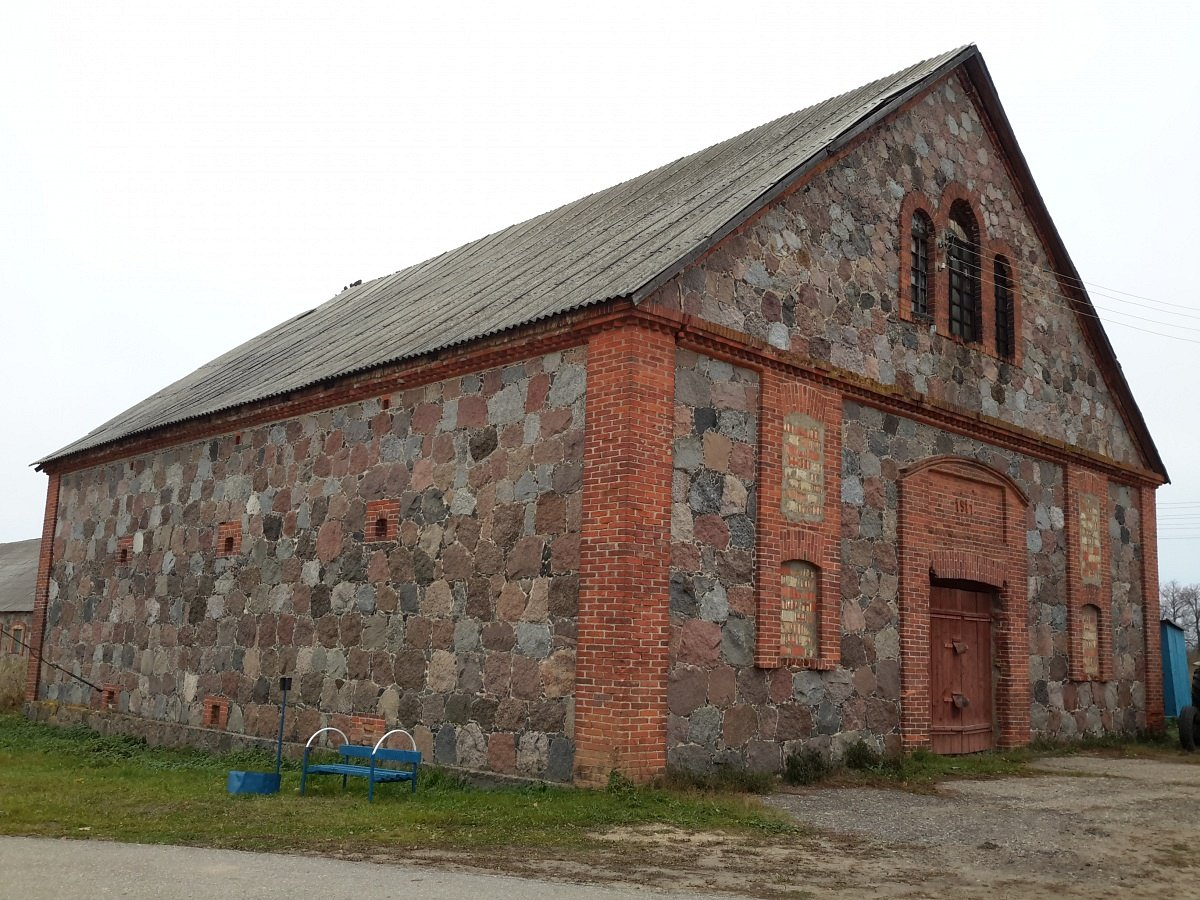
Хозпостройка усадьбы фон Рентелей

- Братская могила советских воинов и партизан
- Хозпостройка бывшей усадьбы фон Рентелей начала XX века